# مناصرة ذاتية
يشير مصطلح المناصرة الذاتية إلى حركة الحقوق المدنية للأشخاص الذين يعانون من الإعاقات الإنمائية، وتعرف أيضًا باسم الإعاقة المعرفية أو الفكرية، وغيرها من الإعاقات. كما أنه تعبير يحظى بأهمية خاصة في حركة حقوق المعاقين، حيث يشير إلى الأشخاص ذوي الإعاقات الذين يحكمون السيطرة على حياتهم الخاصة، بما في ذلك تحملهم مسؤولية نظام الرعاية الطبية الخاص بهم. وتختص حركة المناصرة الذاتية في الأساس بالأشخاص الذين يعانون من إعاقة ولكنهم يدافعون عن حقوقهم. ويعني ذلك، أنه على الرغم من أن الشخص الذي يعاني من إعاقة قد يطلب الدعم من الآخرين، فإنه يحق له التحكم في موارده الخاصة وكيفية توجيهها. فهي تدافع عن حقهم في اتخاذ قرارات حياتهم دون أي تأثير أو تحكم من الآخرين.
غالبًا ما يكون الأشخاص ذوو الإعاقة الفكرية هم أكثر الناس عجزًا في المجتمع. فقد يعيشون في مؤسسات ضخمة أو سكن أصغر يعرف باسم المنازل الجماعية وهي بيئات تقوم على إدارتها هيئة من الموظفين حيث لا يكون للأشخاص الذين يعيشون فيها سوى تحكم محدود في ظروف حياتهم الخاصة إن وجد، أو مع الذين يشاركونهم المساحة التي يعيشون فيها. ويعد الأشخاص ذوو الإعاقة الفكرية أكثر عرضة للإساءة نتيجة لعزلتهم الاجتماعية والبدنية. كما أنهم أكثر عرضة بثماني إلى عشر مرات للمعاناة من الاعتداءات الجنسية مقارنة بغيرهم من غير ذوي الإعاقات.
وتسعى حركة المناصرة الذاتية إلى تقليل عزلة الأشخاص ذوي الإعاقات، وتقديم الأدوات والخبرات التي تمكنهم من إحكام قبضتهم على حياتهم الخاصة. وعلى الرغم من ذلك، تأتي حركة المناصرة الذاتية للأشخاص ذوي الإعاقة الفكرية خلف العديد من جهود الحقوق المدنية، مثل تلك المرتبطة بالعرق أو الإعاقات البدنية. ويرجع ذلك إلى عدة عوامل من بينها مستوى الثقافة المنخفض وغيرها من تحديات التواصل التي تعد عائقًا في طريق الأشخاص الذين يعانون من إعاقات فكرية.
تضرب حركة المناصرة الذاتية للأشخاص ذوي الإعاقات بجذورها في حركات الحقوق المدنية الأوسع التي نشأت في حقبتي الستينيات والسبعينيات من القرن العشرين، ولكنها في كثير من النواحي لا تزال في مهدها. في أمريكا الشمالية، تقود حركة المناصرة الذاتية منظمة دولية تدعى (سلف أدفوكاتس بيكمنج إمباورد) وتدعمها عدد من المنظمات الصغيرة نسبيًا مثل آكت في الولايات المتحدة، ولايف ورك بلاي في كندا، وتبرز دوليًا منظمة بيبول فرست.

## المناصرة الذاتية الطبية وطب النفسية للمريض
تم التأكيد على المناصرة الذاتية أو التمكين الذاتي (تمكين المريض) في مجالي الطب والطب النفسي. بدأ هذا التأكيد في مجال الطب النفسي خلال فترة السبعينيات من القرن العشرين، ليس فقط دفاعًا عن التغيرات الضرورية في تقديم الخدمات، ولكن تشجيعًا للمرضى على أن يضطلعوا بدور أكثر فعالية في رعايتهم الخاصة.
كما حدثت تغيرات مماثلة أيضًا في المجال الطبي، خاصة في ثمانينيات القرن العشرين مع بداية صناعة مآو ومنازل الرعاية رعاية الصحة المنزلية. فمنذ ثمانينيات القرن العشرين، تم تشجيع المرضى على المشاركة في رعايتهم الخاصة وأن يصبحوا مستهلكين واعيين ومطلعين على خدمات الرعاية الطبية. ففي المملكة المتحدة، على سبيل المثال، ساهمت الحكومة بشكل كبير في تشجيع المرضى على أن يصبحوا أكثر فعالية. حيث ركزت على تطوير خدمات المعلومات مثل خدمة الصحة الوطنية مباشر وخدمة الصحة الوطنية على شبكة الإنترنت.
ونظرًا لأن المجال الطبي آخذ في التعقيد، بالإضافة إلى بروز عدد لا يحصى من المشكلات مع نظام التأمين الصحي، أصبح المرضى مناصرين ذاتيين أكثر قوة عن رعايتهم الخاصة وعن تأمينهم الصحي اللازم في حالتهم الخاصة. ففي كل مرة يتحدث فيها المرضى للتوصل إلى حلول لمشكلاتهم، فإنهم يمارسون المناصرة الذاتية. على المرضى أن يعرفوا حقوقهم، وأن يكونوا على استعداد لتكريم أنفسهم إذا كانوا استباقيين فيما يتعلق برعايتهم الخاصة. وفي جميع الحالات الطبية، ينبغي على المرضى أن يحصلوا على موافقة طبية لقراءتها وتوقيعها قبل الشروع في أي إجراءات، أو اختبارات، أو جراحة. وإذا لم يستوعب المرضى أي شيء حول رعايتهم، ينبغي عليهم طرح الأسئلة. فمجرد طرح الأسئلة والاستيعاب الكامل لما سوف يتم القيام به يعد عملاً من أعمال المناصرة الذاتية. فتمكين المريض هو أن تصبح نصيرًا ذاتيًا لنفسك.
وقد تتضمن المناصرة الذاتية أي تصرف، لفظي أو مكتوب، يهدف إلى تحديد ووصف مشكلة معينة يعاني منها الشخص، وتهدف إلى جذب اهتمام الآخرين وتصرفاتهم لمساعدة الشخص على حل مشكلته الخاصة. وبالتالي، قد يكون الشخص مناصرًا ذاتيًا لفرد (مثل ممرضة أو طبيب)، أو لمؤسسة (مثل مستشفى، أو عيادة، أو وكالة)، أو لشركة أو منظمة (مثل شركة تأمين أو وكالة حكومية/فيدرالية.)
ونظرًا لأن الشخص هو أفضل من يعرف حالته، فهو أفضل من يكون مناصرًا ذاتيًا لنفسه. ويساعده كذلك إذا كان بإمكانه تقديم وصف واضح وموجز لمشكلته، وإذا كان بإمكانه الاستماع إلى إجابات الشخص/الوكالة التي طرح عليها مشكلته.
وغالبًا ما يكون المرضى أكثر نجاحًا في المناصرة الذاتية إذا كانت المشكلة التي يقومون بوصفها ذات صلة ببعض الجوانب المحمية بموجب «وثيقة حقوق المرضى.» ومع ذلك، فقد تساهم المناصرة الذاتية أيضًا في حل حالات أخرى، مثل اختلافات الرأي بين المريض والطبيب، أو صراعات الشخصية، أو حتى المشكلات الصغيرة في تقديم الرعاية الصحية.

## معارضة المناصرة الذاتية
- درس ديكسون وودز نشرات معلومات المريض ووجد أنها تفضل تفسيرات النموذج الطبي الحيوي للمرض والعلة. أما النماذج الأخرى التي توفر المعلومات والمعرفة حول الصحة يتم تجاهلها. وعند الفشل في تقديم بدائل لمرضى النموذج الطبي الحيوي، يجبر المرضى على الامتثال لهذا النموذج. وهذا يعني أنهم قد يكونوا غير ممكنين للدرجة الكافية لأنهم لا يمتلكون حرية الاختيار بين نماذج الصحة المتعددة لكونهم غير مدركين لهذه البدائل. فلا تحظى العلاجات البديلة، على سبيل المثال، بقيمة تذكر. وهو ما يفسر سبب استخدام الناس للعلاجات البديلة جنبًا إلى جنب مع أشكال الطب الأكثر تقليدية. حيث تحظى الأشكال التقليدية للطب والمعتمدة على النموذج الطبي الحيوي بثقة أكبر. ومع ذلك، شهد الطب البديل ارتفاعًا في استخدامه مؤخرًا، ولذلك فإن النموذج الطبي الحيوي قد لا يكون بنفس القوة التي كان عليها من قبل.
- يقول زولا أنه لا يزال هناك أدلة تشير إلى اعتقاد البعض أن هناك معلومات معينة في الطب ينبغي أن تقتصر على مجال الخبراء. ولذلك إذا تم حجب بعض المعرفة أو المعلومات عن العامة، فإنهم بذلك تنقصهم القوة اللازمة لرفض هذه المعرفة أو المعلومات. حيث يكونون غير مدركين تمامًا لوجود هذه المعلومات أو المعرفة. وهكذا يتم التصدي للمناصرة الذاتية للعامة التي يقدمها العامة لكونهم يفتقرون إلى القوة. فكما ذكر فوكو المعرفة قوة.
- ويعد التوجه المتزايد للتطبيب دليلاً واضحًا على أن الجميع يعتقد أنه يعاني من مشكلات صحية عقلية وبدنية. وهو عادة ما يتم صياغته في منظور إيجابي وهو الاعتقاد بأن حالتهم الجسدية أو الصحية قادرة على التحسن من جديد. وتقع المسؤولية على عاتق المرضى أنفسهم للاضطلاع بدور أكبر في رعايتهم الصحية الشخصية عن طريق المناصرة الذاتية. وبالرغم من ذلك، يقول نقاد التطبُّب أنه إذا تم وصف مشكلاتنا من المنظور البيولوجي أو الطبي، فإننا نغض الطرف عن حقيقة أن مشكلاتنا تنجم في بعض الأحيان عن العوامل الاجتماعية. ويدعي نقاد «التطبُّب» أن المجتمع قادر على التخلي عن مسؤوليته تجاه حل المشكلات التي تتسبب بها العوامل الاجتماعية المرتبطة بالمشكلات الهيكلية في المجتمع. فهم يزعمون أن المجتمع يفعل ذلك بإلقاء المسؤولية على عاتق المرضى للبحث عن حلول طبية لمشكلاتهم الفردية. ولذلك، فإن المناصرة الذاتية ليست دائمًا بالأمر الإيجابي.
- يتساءل لوبتون إذا ما كانت المناصرة الذاتية ممكنة دائمًا أو حتى مفيدة للمرضى. ويدعي أنه في حالات المعاناة الشديدة وربما حتى إمكانية الوفاة، فإن اضطلاع الطبيب بدور أكثر سيطرة وتحكمًا قد يكون مهمًا ويوفر شكلاً من أشكال الراحة. وتميل الأفكار حول المناصرة الذاتية إلى تعزيز أفكار المرضى بأن يكونوا عقلانيين في أوقات مرضهم، منعزلين عن مشاعرهم، التي قد تكون نتجت عن إصابتهم بالمرض. ومع ذلك، فإن هذا الانعزال ليس بالأمر الممكن دائمًا. ويعد الافتقار للعقلانية هنا أمرًا سلبيًا لأنه قد يخلق شكلاً من أشكال التبعية ينظر إليها على أنها ضعف. وعلى الرغم من ذلك، يرى لوبتون وجود مساوئ لاستجابة المرضى لمستويات أكبر من المناصرة الذاتية. ومن الممكن أن يقوض التشكيك في معرفة الطبيب المهنية من الثقة في الأطباء والإيمان بمعرفتهم اللازمة لراحة المرضى.

## دور شبكة الإنترنت في المساهمة في المناصرة الذاتية
يدعي العديدون أن شبكة الإنترنت أداة قوية للمناصرة الذاتية. وذلك لأنها تتيح للفرد البحث عن المخاطر والفوائد المرتبطة بعدد من العلاجات المختلفة. كما يمكن استخدامها حتى نصبح أكثر اطلاعًا على التفسيرات المتنوعة للمرض. فالمرضى قادرون على إنشاء صفحات الويب الخاصة بهم لتقديم معلومات حول أمراضهم وإيجاد مجتمعات دعم لهم.
بينما يعترض هينود، وويات، وهارت، وسميث على المدى الذي يدعي فيه آخرون أن شبكة الإنترنت قادرة على تعزيز المناصرة الذاتية. فقد أجروا أبحاثًا على ثلثي النساء اللاتي يردن معرفة كيف من الممكن أن يخفف العلاج بالهرمونات البديلة من أعراض سن اليأس لديهن. وأشاروا إلى أنه حتى تتمكن من الاطلاع على المرض والعلاجات بهذه الطريقة، فإن ذلك يتطلب منك مهارات أن تكون قادرًا على الوصول إلى المعلومات باستخدام الإنترنت في المقام الأول. كما أنه على المرء أن يبدأ ببعض المعرفة للتمييز بين فائدة الأنواع المختلفة من المعلومات واكتشاف أي المعلومات هي الصحيحة. وكما ادعى أحد المشاركين في البحث، أنه على الرغم من إمكانية الحصول على الكثير من المعلومات عن طريق الإنترنت فلن يكون مثل الطبيب؛ لأن الإنترنت غير قادر على الإجابة على أسئلتك حول معلومات بعينها قد وجدتها. شعر هينود وآخرون أن الإستراتيجيات التي يستخدمها المرضى للبحث عن معلومات على شبكة الإنترنت غير منهجية. كما كان المشاركون في البحث غير مطلعين على الأهداف التجارية التي قد تسعى العديد من المواقع لتحقيقها. فعلى سبيل المثال، ترعى المواقع الإلكترونية التي يقوم عليها أشخاص من غير ذوي الاختصاص الشركات الصيدلانية في مقابل أن يروج الموقع للدواء الخاص بهم.

## كيف تؤثر علاقة المريض بالطبيب على الشعور بالقوة الذاتية
- تدعي شركات الأدوية أن دور الإعلانات عن الأدوية هي توعية المرضى بخيارات العلاج المتاحة. وعندها يكونون قادرين على سؤال الطبيب إذا ما كانت هذه العلاجات ملائمة لهم. ولذلك، يبدو هذا أنه يقدم للمرضى على الأقل إمكانية أن يصبحوا أكثر فعالية في الرعاية الصحية الخاصة بهم عن طريق تعريفهم بالخيارات المختلفة المتاحة أمامهم.
- ويدعي فولر أنه على الرغم من اعتراف العامة بأن بعض المعرفة العلمية في الماضي قد فقدت مصداقيتها، فإن العلماء لا يزالون يسطرون تاريخًا جديدًا من التقدم متغلبين فيه على نقاط ضعفهم السابقة. وهذا يعني أن النموذج الطبي لعلاج العلل والأمراض لا يزال مهيمنًا. ولذلك، يتم التعامل مع الأطباء بوصفهم خبراء في الأمور الطبية وغيرها من الأمور كما تشير عملية التطبُّب. وإذا أخفق الخبير في تقديم إجابة صحيحة، فإن الثقة بينه وبين العميل تنكسر. ومع ذلك يعتقد فولر أن العميل معذور فهو في النهاية قد اختار الخبير الخطأ أو نموذج الخبرة الخاطئ لقضيته. ولذلك يدافع فولر عن المناصرة الذاتية في علاقات المريض مع أطبائه. فالحكمة ضرورية لاختيار الخبير الصحيح. كما أن الحكمة مطلوبة من جانب الخبير لتقديم نفسه بوصفه مؤهلاً لحل قضايا فردية خاصة. ومع ذلك فقد تبرز مشكلة عندما يعيد الخبير تركيز مشكلة العميل بحيث تتوافق مع نوع الخبرة التي يتمتع بها، وبما يتعارض مع ما هو مطلوب لحالة العميل الفردية. يشكك فولر في صحة بحث العلماء فيما يتعلق بإمكانية حصولهم على نتائج ثابتة عندما تكون هذه الإجابات مهمة (في الحالات التي تنطبق فيها النتائج في الواقع).
- ذكرت ألكساندرا، ودوناس، وتود أنه قد يشعر العديدون بعدم القدرة على معارضة الأطباء. كثيرًا ما ينظر إلى الأطباء بوصفهم ذوي نوايا جيدة ورغبة صادقة في مساعدة المرضى. ولذلك، يشعر العديدون بعدم الراحة عند التشكيك في شكل «المساعدة» التي يقدمها الأطباء لهم، حتى إذا شعر المرضى بأن هذا الشكل من أشكال المساعدة غير ملائم لهم.
- وعلاوة على ذلك، ادعت الكسندرا، وتود، ودونداس أن وجهة النظر التقليدية المتسمة بالتعصب الجنسي للمرأة بوصفها عاطفية جدا وغير منطقية قد أكد عليها الطب. فهناك أدلة تشير إلى أن شكاوى النساء تؤخذ بجدية أقل من الرجال، حيث يرى الأطباء أنهم مفرطون في العاطفة وبالتالي يبالغون في أعراضهم. ويدعي سايموندز أن الأطباء يشعرون عندما تطرح النساء عليهم بعض الأسئلة- على الرغم من أن النساء بذلك يكن فاعلات في الرعاية الصحية الخاصة بهن- بأن ذلك غير طبيعي لأن النظرة التقليدية للنساء هي أنهن سلبيات.

## هل يستطيع المفكرون المساعدة في تعزيز المناصرة الذاتية

### قائمة بصفات المفكرين وكيف بإمكانهم المساعدة في تعزيز المناصرة الذاتية
- يذكر أن المفكرين يتحدثون بالنيابة عن العامة ولذلك فإنهم قد يعززون من المناصرة الذاتية فيما يتعلق بالأمور الصحية. ويشير جيراغتي وبارسي إلى أن أخلاقيات علم الأحياء ذات صلة وثيقة بالعامة لأن العلم يؤثر على حياة الناس بصورة كبيرة. ولذلك، يمكن لأخلاقيات علم الأحياء أن تطلع العامة حول هذه القضايا الصحية لأنها ترتبط ارتباطًا وثيقًا بحياتهم. وحتى نتحلى بالديمقراطية، يدعي جيراغتي وبارسي أنه يجب تثقيف العامة بحيث يمكنهم المشاركة في تحديد وصياغة هذه القضايا.
- يذكر أن المثقفين يعرضون أفكارهم مستخدمين مجموعة متنوعة من وسائل الإعلام. يشير جيراغتي وبارسي أن المختصين بأخلاقيات علم الأحياء قد يحتاجون إلى تدريب كجزء من برنامجهم الدراسي في استخدام مجموعة متنوعة من وسائل الإعلام حتى يصبحون مفكرين. وعلى الرغم من أن أكاديميي أخلاقيات علم الأحياء يستخدمون مجموعة متنوعة من وسائل الإعلام، يشير جيراغتي وبارسي إلى أن هذا عادة يكون في دور الخبير. ويعني هذا أن المعلومات التي يقدمونها مسخرة فقط لقضايا معينة تؤخذ من سياقها الأعم.
- يختار المفكرون عادة دعم الأفكار وفقًا لقيمة استخدامها. ويشير فولر إلى أن هذا هو ما ينبغي علينا القيام به عند الحكم على المعلومات التي يقدمها الخبراء لنا. غالبًا ما ينجح العلماء في إيجاد الحقائق، ولكن في الطب تكون قيمة استخدام مثل هذه الحقائق هي الأهم. ولذلك، قد يشكك نقاد التطبُّب في قيمة استخدام التطبُّب مدعين أن ما يحدث هو متاجرة بالمرض. ويقال أن شركات الأدوية تريد المزيد من المال والقوة لإيجاد فئات جديدة من الأمراض تعالجها الأدوية الموجودة بالفعل. وبهذه الطريقة، يتضاءل عدد الفئات التي تعد طبيعية أو صحية. يتداخل الطب مع حياة الناس أكثر وأكثر محكمًا قبضته وتاركًا أثره حتى عندما لا يكون هذا ضروريًا.
- قد يؤمن المفكرون بأفكار من شأنها تسييس وتأسيس جماعات اجتماعية جديدة. فقد يساعد المفكرون في هذه الحالة المرضى الذين ليس لديهم تأمين صحي ومنعوا من علاجات معينة لا يمكنهم تحمل تكلفتها. كما أنهم قد يشككون في عدد العلاجات التي لم توافق عليها إدارة الغذاء والدواء والتي لا يشملها التأمين الصحي. لأن ذلك يعني أن المرضى القادرين يدفعون لأنفسهم، وهو ما يخلق نوعًا من عدم المساواة في النظام الصحي لأن الآخرين ليس لديهم وسيلة للقيام بذلك. كما أن المفكرين قد يعارضون الطب لادعائه أن الأمراض التي تنجم عن عدم المساواة الهيكلية، هي إحدى نتائج العوامل البيولوجية البحتة.
- قد يدافع المفكرون عن مثل عليا غائبة، مثل الدفاع عن فكرة قيام المريض بدور المستهلك الذي يشارك في رعايته الصحية الخاصة بنفسه. وعلى الجانب المقابل، قد يدافعون عن الحالة الراهنة. ولا يعني الدفاع عن الحالة الراهنة أنهم يتخذون موقفًا محافظًا بل يعني أنهم يدعمون المثل العليا المندثرة في المجتمع. فعلى سبيل المثال، فهم قد ينتقدون في حالة الطب الإدارة التجارية لنظام الرعاية. ولذلك، فقد يكون الأطباء وشركات صناعة الدواء أكثر اهتمامًا بتحقيق ربح من الاهتمام بترف المريض معظم الوقت.
- قد يساهم المفكرون في إثارة استفسارات العامة إذا ما كانوا مخطئين في قبول الأفكار التي لا جدال فيها والتي قد تكون خاطئة. وفي الطب، تتوفر الأدلة على أن الأطباء ليسوا محلاً كبيرًا للثقة. ومع ذلك، فإن سلطة الطب ككل لا تزال محافظًا عليها ومحل احترام كبير. وعلاوة على ذلك، فحتى في العلاقات مع الأطباء، فإن المرضى بوجه عام يتخذون قرارًا بالاضطلاع بأدوار المريض السلبية. وقد يساعد المفكرون العامة في السؤال إذا ما كان عليهم القبول السلبي بادعاءات الطبيب والطب بأنها ذات فائدة.

### لماذا قد لا يتمكن المفكرون من تعزيز المناصرة الذاتية
- يدعي بوسنر أن المفكرين قد يشككون في الأفكار عندما لا يكون لديهم الدليل على أنهم مخطئين أو قد يكون دليلهم ضعيفًا. وفي الواقع، ادعى جريغاتي وبارسي أن هذا الخطر وارد لاختصاصيي أخلاقيات علم الأحياء لأن أخلاقيات علم الأحياء تتطور بسرعة كبيرة ولكن يجب ترسيخ الحقائق قبل إثارة مثل هذه الشكوك.
- يدعي ليبمان أن العامة لا يمكنهم معرفة كل شيء ولذلك، على الخبراء امتلاك المعرفة نيابة عن العامة وعليهم اتخاذ القرارات لهم حتى لا يتخذ العامة قرارات خاطئة نتيجة لنقص المعلومات الكاملة حول الموضوع. ولذلك، يقول بارسي وجيراغتي أن الخبراء الأكاديميين غالبًا ما يرون العامة غير قادرين على الاهتمام بالبحث الأكاديمي، أو تشكيل الأفكار الثقافية للأكاديميين. فتتألف الديمقراطية من منظور ليبمان من انتخاب حزب يكون مسؤولاً عن اتخاذ القرارات نيابة عنهم.
- ومع هذا، يعتقد ديوي أنه على الرغم من ذلك فإن العامة قادرون أيضًا على المشاركة في الديمقراطية. ويمكنهم القيام بذلك عن طريق المساعدة في خلق معرفة يستخدمها المجتمع ككل. يتميز العامة بالسلبية في المجتمع وأصبحت عادة لديهم، والتي ليس من أسبابها عدم قدرتهم على أن يكونوا عناصر فعالة. ويدعي ويبل أن عدد المشاركين في خلق المعرفة أكثر أهمية من تنوع الأفكار التي تم مناقشتها.

## وصلات خارجية
- Self Advocates Becoming Empowered The United States' national organization of self-advocates governed by a national board representing 9 regions. Contact: sabenation@gmail.com
- The Riot Free quarterly e-newsletter compiled largely by self-advocates for self-advocates. Provides information on self-advocacy topics, is edgy and funny, and offers columns on every-day life issues.
- The Self-Advocay Association of New York State, Inc. A not-for-profit, grassroots organization run by and for people with developmental disabilities, founded in 1986.
- LiveWorkPlay Self-Advocacy page featuring videos by people with intellectual disabilities
- People First of Canada A self-advocacy movement led by people who are labelled with an intellectual disability
- People First of Missouri A self-advocacy movement led by, who advocate for and educate the community and government about people who are labeled with developmental disabilities in Missouri, USA
- Lift Up Advocacy A self-advocacy group in the UK led by people who are labelled with a learning disability
- Skillnet Group - Information about medical self-advocacy
- Self-advocacy resources A website providing information and strategies with particular regard to disability issues
- AdvocacyWiki The fast, free, friendly and comprehensive resource for independent advocacy across the UK
- National Resource Center on Psychiatric Advance Directives
- Gibraltar Local Disability Movement
- Autistic Self Advocacy Network
- A website focusing on two self advocates, Diana & Kathy
- Community Alliance for the Ethical Treatment of Youth